# Mellott
Mellott és una població dels Estats Units a l'estat d'Indiana. Segons el cens del 2006 tenia 212 habitants.

## Demografia
Segons el cens del 2000, Mellott tenia 207 habitants, 87 habitatges, i 60 famílies. La densitat de població era de 499,5 habitants/km².
Dels 87 habitatges en un 29,9% hi vivien nens de menys de 18 anys, en un 50,6% hi vivien parelles casades, en un 10,3% dones solteres, i en un 29,9% no eren unitats familiars. En el 29,9% dels habitatges hi vivien persones soles el 19,5% de les quals corresponia a persones de 65 anys o més que vivien soles. El nombre mitjà de persones vivint en cada habitatge era de 2,38 i el nombre mitjà de persones que vivien en cada família era de 2,89.
Per edats la població es repartia de la següent manera: un 28% tenia menys de 18 anys, un 3,4% entre 18 i 24, un 29,5% entre 25 i 44, un 19,8% de 45 a 60 i un 19,3% 65 anys o més.
L'edat mediana era de 37 anys. Per cada 100 dones de 18 o més anys hi havia 77,4 homes.
La renda mediana per habitatge era de 29.375 $ i la renda mediana per família de 37.500 $. Els homes tenien una renda mediana de 33.750 $ mentre que les dones 25.000 $. La renda per capita de la població era de 19.694 $. Entorn del 5,9% de les famílies i l'11,1% de la població estaven per davall del llindar de pobresa.

## Poblacions més properes
El següent diagrama mostra les poblacions més properes.